# 네성

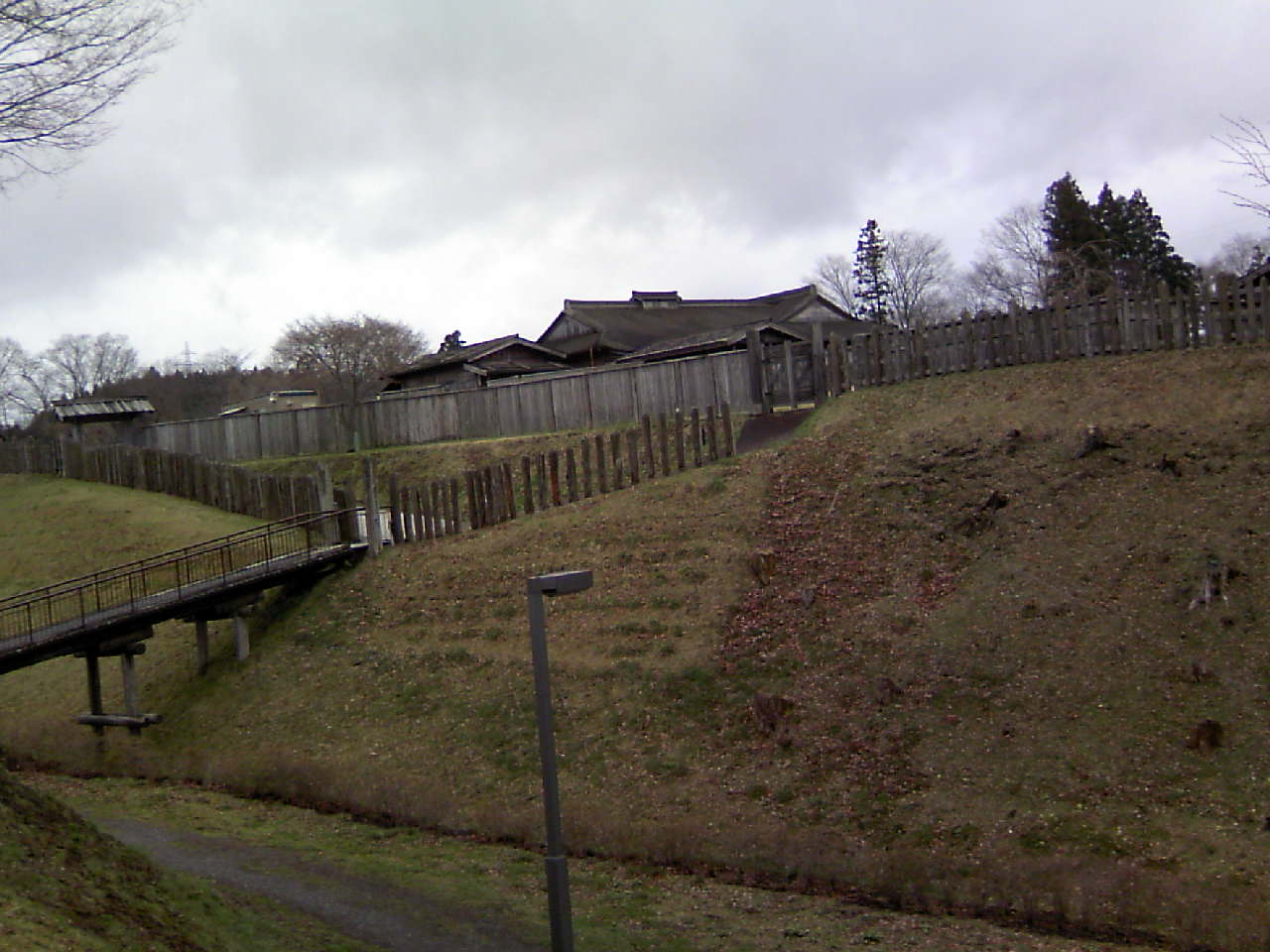
네성의 혼마루

네성(일본어: 根城 네조[*])은 아오모리현 하치노헤시 네조에 있는 연곽식 평산성이다. 성터는 국가 사적으로 지정되었다.

## 개요
네성은 하치노헤 시가지 서쪽에 있는 마베치 강의 하안단구 위에 조성되었다. 성의 구성은 혼마루, 나카다테, 도젠지, 오카마에다테, 사와사토다테, 즉 5개의 구로와로 이루어져 있다.
현재 성터에는 초석과 해자, 성루의 흔적이 보이며, 혼마루에는 여러 건물과 문등이 복원되어 있다.

## 역사
난보쿠초 시대
- 1333년 가마쿠라 막부를 타도하고 정권을 잡은 고다이고 천황의 친정이 시작되자, 기존 막부세력의 토벌과 간토 무사를 복속시키기 위해 고다이고 천황의 아들 노리요시 친왕이 무장 기타바타케 아키이에와 함께 무쓰 국으로 하향하였다. 이때 난부 모로유키도 동행하였다고 한다.
- 1334년 난부 모로유키는 누카노부 군 하치모리에 성을 조성하였고, 이곳이 남조의 뿌리가 될 성이라는 의미에서 네성(根城)이라고 명명하였다고 한다. 난부 모로유키는 이해 벌어진 다이코지 전투에서 전공을 세우는 등, 쓰가루 지방까지도 세력을 뻗힌다.
- 1338년 난부 모로유키는 기타바타케 아키이에와 함께 북조의 아시카가 다카우지를 토벌하기 위해 출진하였고, 이즈미 국 이시즈 강에서 북조측의 공격을 받고 기타바타케 아키이에와 함께 전사하였다.

난부 모로유키 사후, 동생 난부 마사나가가 뒤를 이었으며, 마사나가는 무로마치 막부로부터의 항복권고를 무시하고 남조에서의 충성을 다짐하였다. 그러나, 정세는 남조측이 불리하였고, 난부 가문의 세력도 약화되어 갔다.
- 1393년 난부 마사미쓰는 본거지인 가이 국을 떠나 네 성으로 이주했으며 그들 씨족은 하치노헤 씨로 불리였다. 그 후 난부 가문내에서 다툼이 끊이지 않았고, 차츰 산노헤 난부 가문이 전권을 잡게된다.

아즈치모모야마 시대
- 1590년 오다와라 정벌때 산노헤성주 난부 노부나오가 도요토미 히데요시에게 복속하였고, 소령인 난부 7군을 안도받았다. 이 무렵 네 성을 중심의 세력기반을 가진 하치노헤 가문도 산노헤 난부 가문의 지배에 편입되었다.

에도 시대
- 난부 노부나오의 아들 난부 도시나오가 구노헤 성에서 모리오카 성으로 거처를 옮겼고, 모리오카번이 성립하게 되었다. 이때 네 성이 있는 하치노헤 지역도 모리오카 번령으로 귀속되었다.
- 1627년 하치노헤 가문 22대 하치노헤 나오히데는 난부 도시나오로부터 도노 성을 하사받고 도노 지역으로 이주하였고, 네 성은 폐성되었다.

메이지 시대 이후
- 1941년 (쇼와 16년) 12월 13일 국가 사적으로 지정되었다.
- 1983년 (쇼와 58년)부터 11년간에 걸쳐 발굴조사 및 정비사업이 진행되었다.
- 1994년 (헤세 6년) 혼마루에 건물 등이 복원되었고, 주위는 《사적 네성의 광장》으로 정비되었다.
- 2006년 (헤세 18년) 4월 6일 일본 100대 명성에 선정되었다.

## 관광
교통
- JR 동일본 하치노헤역에서 하차, 난부 버스 《사법센터 경유》행으로 환승, 《박물관 앞》정류장에서 하차, 도보로 5분소요.

주위 문화시설 및 관광명소
- 하치노헤 시 박물관